# Чорнобривці розлогі

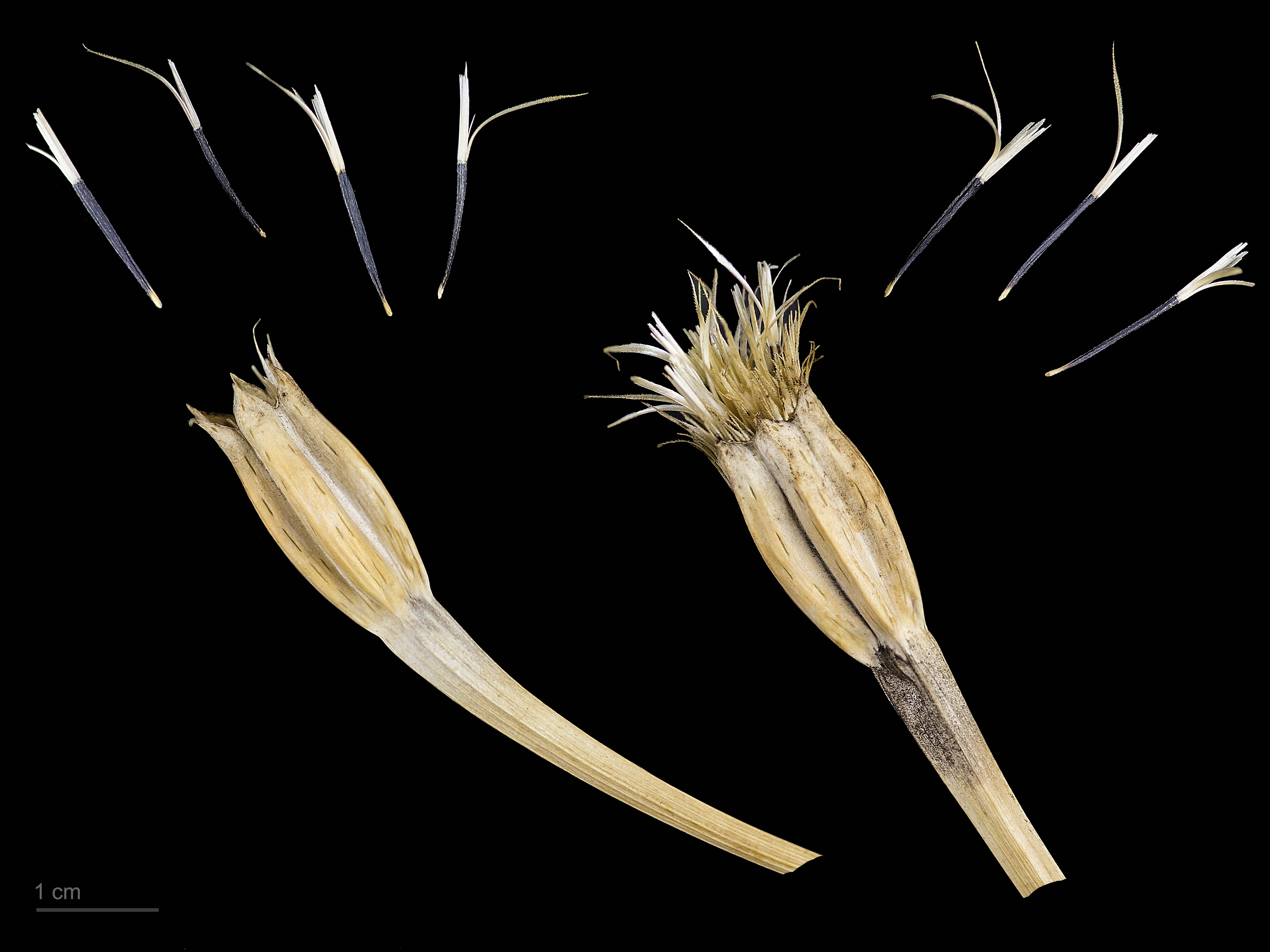
Tagetes patula - Тулузький музей

Чорнобривці розлогі або чорнобривці дрібноквіткові (Tagetes patula) — однорічна трав'яниста рослина родини складноцвітих (Compositae).

## Опис
Гіллясті стебла утворюють широкі густі кущі. Листки перисто-розсечені, листочки вузькі, ланцетні, гострі. Квіткові кошики жовті, буро-жовтогарячі. Крайові квітки в кошиках язичкові, серединні — трубчасті. Тичинок п'ять, маточка із двома рильцями і нижньою зав'язю. Плоди — лінійні сім'янки. Є багато різних сортів. Висота 20-40 см. Час цвітіння з червня по вересень.

## Поширення
Батьківщина рослини — Центральна Америка — зростає в Мексиці та Нікарагуа. Широко культивується в парках, садах, квітниках, палісадниках як невибаглива, рясно квітуча рослина.

## Застосування
Квіткові кошики містять ефірну олію і барвники. Водний настій квіткових кошиків застосовують як сечогінний, потогінний і протиглистний засіб.